# Sonata para piano n.º 3 (Mozart)
La Sonata para piano n.º 3 en si bemol mayor, K. 281/189f, es una sonata instrumental compuesta en 1774 por Wolfgang Amadeus Mozart, fue una de las 6 que compuso cuando tenía 18 años. En esta obra se nota que, a pesar de la gran influencia de Haydn, la personalidad de Mozart se afirma con el paso del tiempo. En el Andante y el Rondó se demuestra la emancipación del artista. El estilo instrumental tiende cada vez más hacia el piano, empezando a abandonar el clave.

## Forma
La sonata consta de tres movimientos:
1. Allegro
2. Andante amoroso
3. Rondeau: Allegro